# Shusuke Tsubouchi
Shusuke Tsubouchi (坪内 秀介, Tsubouchi Shusuke) est un footballeur japonais né le 5 mai 1983. Il évolue au poste de défenseur central.